# Pilea pumila
Pilea pumila là loài thực vật có hoa trong họ Tầm ma. Loài này được (L.) A. Gray miêu tả khoa học đầu tiên năm 1848.